# Leonard Jenyns

Leonard Jenyns, también conocido como Leonard Blomefield, (25 de mayo de 1800 - 1 de septiembre de 1893) fue un sacerdote, escritor y naturalista británico.

## Vida privada
Leonard Jenyns nació en el número 85 de la calle Pall Mall, Londres, en el predio donde se encontraba emplazada la vivienda de su abuelo materno. Fue el hijo menor de George Leonard Jenyns, un terrateniente, funcionario público y prebendario de la Catedral de Ely, oriundo del condado de Cambridge, Inglaterra; dueño de una pequeña fortuna que incluía la propiedad de Bottisham Hall, en el citado condado, heredada tras la muerte de un primo lejano. Su madre, de nombre Mary, era hija del doctor William Heberden.
Por el año 1812, Leonard Jenyns, impulsado por su tío abuelo, comenzó a desarrollar sus estudios acerca de historia natural. Hacia 1813, inició su educación formal en Eton, donde se vio influido en su pensamiento a partir de la lectura de Natural History of Selborne de Gilbert White.
A partir de 1818, asistió al St. John's College de la Universidad de Cambridge. En el segundo año de cursos en esa institución, el interés de Leonard Jenyns en la historia natural es descubierto por John Stevens Henslow, con quien, posteriormente, establecerían una notable dupla de investigadores científicos. La relación entre Jenyns y Henslow iría mucho más allá de lo estrictamente académico, puesto que este último contraería matrimonio con Harriet Jenyns, hermana de Leonard. Jenyns se graduó en el año 1822 e, inmediatamente, se convirtió en miembro de la Sociedad Linneana y de la Sociedad Filosófica de Cambridge. Sus trabajos académicos en el seno de su institución alma mater, darían por fruto la creación del Museo de Zoología de la Universidad de Cambridge. También es miembro fundador de la Ray Society.
En mayo de 1823, el obispo anglicano de Lincoln lo nombra diácono. En diciembre de 1827, se convierte de sacerdote. Contrae nupcias en 1844 con Jane Daubeny, originaria del condado de Gloucester. En 1849, y como consecuencia de problemas de salud, la pareja abandona Londres para radicarse en Ventnor, poblado de la isla de Wight y, más tarde, en 1850, se trasladan a una casa en las cercanías de Baths. En 1852, es nombrado vicario de las parroquias de Langridge y Woolley.
Su esposa fallece en 1860; luego de un lapso de dos años, Leonard Jenyns se casa, por segunda vez, con Sarah Hawthorn. En 1871, Jenyns hereda un conjunto de 140 acres de tierra ubicados en la localidad de Norfolk, que eran propiedad de un primo de su padre, Francis Blomefield; sin embargo, como condición para acceder a la herencia debe aceptar cambiar su apellido por el del legante.
Blomefield murió el 1 de septiembre de 1893 y fue enterrado en el cementerio de Landsdown, Baths.

## Jenyns y el viaje del HMS Beagle
Leonard Jenyns fue la opción original para desempeñarse como naturalista en el viaje de investigación científica realizado por el capitán Robert Fitzroy, a bordo del HMS Beagle, hacia América del Sur. No obstante, la precaria salud de Jenyns y sus obligaciones parroquiales llevaron a este a declinar la oferta, siendo reemplazado por Charles Darwin, quien, a partir de las observaciones realizadas en el transcurso de la travesía, elaboraría la teoría de la evolución de las especies a partir de la selección natural.

## Pertenencia a diversas sociedades científicas
Ya hemos señalado la participación de Jenyns en algunas reconocidas sociedades impulsoras de la actividad científica y filosófica: Sociedad Linneana, Sociedad Filosófica de Cambridge y Ray Society.
En 1825, presenta su primer escrito en la Sociedad Filosófica de Cambridge: Ornithology of Cambridgeshire (Ornitología del condado de Cambridge).
En 1855, funda el Club de Campo de Historia Natural y Anticuaria de Baths, siendo él mismo su primer presidente.
Las diversas colecciones de orden científico, que fueran reunidas por Leonard Jenyns a lo largo de su vida, se han distribuido entre varias instituciones. Así, por ejemplo, el inmenso muestrario de insectos fue donado a la Sociedad Filosófica de Cambridge, mientras que, en la Bath Royal Literary and Scientific Institution se encuentran, desde 1869, su biblioteca de aproximadamente 1300 libros, su herbario de vegetales de las islas británicas y cuatro volúmenes de correspondencia.
Jenyns también fue miembro de la Sociedad Zoológica de Londres (de la que fue fundador), de la Asociación Británica para el Avance de la Ciencia (desde 1832), de la Sociedad de Entomólogos de Londres (desde 1834), de la Sociedad de Geólogos de Londres (1835), de la Sociedad de Historia Natural de Boston (miembro honorario a partir de 1839) y de la Real Sociedad Zoológica de Irlanda (miembro honorario desde 1842).

## Archivos en el Museo de Zoología de la Universidad de Cambridge
Jenyns realizó múltiples observaciones sobre historia natural y otras ramas de la ciencia en el condado de Cambridge, recopilando varias muestras, muchas de las cuales fueron donadas (tanto durante el transcurrir de su vida, cuanto después de su muerte)al Museo de la Sociedad Filosófica de Cambridge; las mismas, posteriormente, fueron cedidas al Museo de Zoología de la Universidad de Cambridge. Los resultados y conclusiones de estas observaciones fueron redactados por Jenyns en un manuscrito titulado Contributions towards a Fauna Cantabrigiensis. Esta obra fue publicada por vez primera en 2012, como una publicación de la Ray Society, contando con la colaboración de director del Museo de Malacología de Cambridge, Dr. Richard Preece, y del profesor Tim Sparks.

## Textos sobresalientes
- Jenyns, L. 1831. A monograph on the British species of Cyclas and Pisidium'. Trans. Camb. Phil. Soc., Vol. 4 pp. 289–311.
- Jenyns, L., 1842. Fish. In C. Darwin (ed.) The zoology of the voyage of H.M.S. Beagle, under the command of Captain Fitzroy, R.N., during the years 1832-1836. Smith, Elder & Co., London (in 4 parts): p. 1-32 (Jan. 1840); 33-64 (Jun. 1840); 65-96 (Apr. 1841); 97-172 (1842).

- Datos: Q1819006
- Multimedia: Leonard Jenyns / Q1819006
- Especies: Leonard Blomefield